# Ellis Cone
Der Ellis Cone ist ein 2349 m hoher Berg im westantarktischen Marie-Byrd-Land. Er ist einer von mehreren kleinen Kegelbergen entlang der Südwestflanke des Toney Mountain.
Der United States Geological Survey kartierte ihn anhand eigener Vermessungen und Luftaufnahmen der United States Navy aus den Jahren von 1959 bis 1966. Das Advisory Committee on Antarctic Names benannte ihn 1976 nach Homer L. Ellis, der im antarktischen Winter 1968 die Radarkontrolle der Flugsicherung auf der McMurdo Station unter sich hatte und von 1969 bis 1970 Leiter der Bodenkontrolle der Start- und Landebahn unweit der Byrd-Station war.